# Рато-до-мато
Ра́то-до-ма́то (лат. Pseudoryzomys simplex) — вид хомяковых из подсемейства Sigmodontinae, обитающий в Южной Америке. В настоящее время рассматривается в составе монотипного рода Pseudoryzomys в составе трибы Oryzomyini. Название дословно переводится с португальского как «кустарниковая крыса» (порт. rato do mato). Представители внешне сходны с рисовыми хомяками (Oryzomys) из Северной и Центральной Америки.

## Внешний вид
Длина тела взрослых особей составляет 9—14 см (без учёта хвоста), вес — 30—56 г. Шерсть на спинной стороне тела коричневая или желтовато-коричневая, на брюшной — более светлая. Хвост покрыт негустым коротким волосом, не скрывающим кожу. Длина хвоста приблизительно равна или превышает длину тела (10—14 см). Задние ноги более крупные, с перепонками между пальцами. Ушные раковины небольшие.

## Распространение и образ жизни
Рато-до-мато обитают в центральной Бразилии, на востоке Боливии, северо-востоке Аргентины и на западе Парагвая, где населяют открытые безлесые места вблизи воды. Хорошо плавают.